# 托马尔的基督会院
托马尔的基督会院（葡萄牙語：Convento de Cristo）是位于葡萄牙西部的圣塔伦区托马尔的一座天主教会建筑，建于12世纪，最初为圣殿骑士团的大本营，象征着骑士团的征服历程。14世纪圣殿骑士团解散后，这个葡萄牙的分支机构转为天主教会，支持葡萄牙15世纪的地理大发现。
托马尔的基督会院综合了罗马式、哥特式、曼紐式和文艺复兴时期的建筑风格，是葡萄牙最重要的历史和文化建筑之一，于1983年被联合国教科文组织列为世界遗产。

托马尔的基督会院 - Convento de Cristo
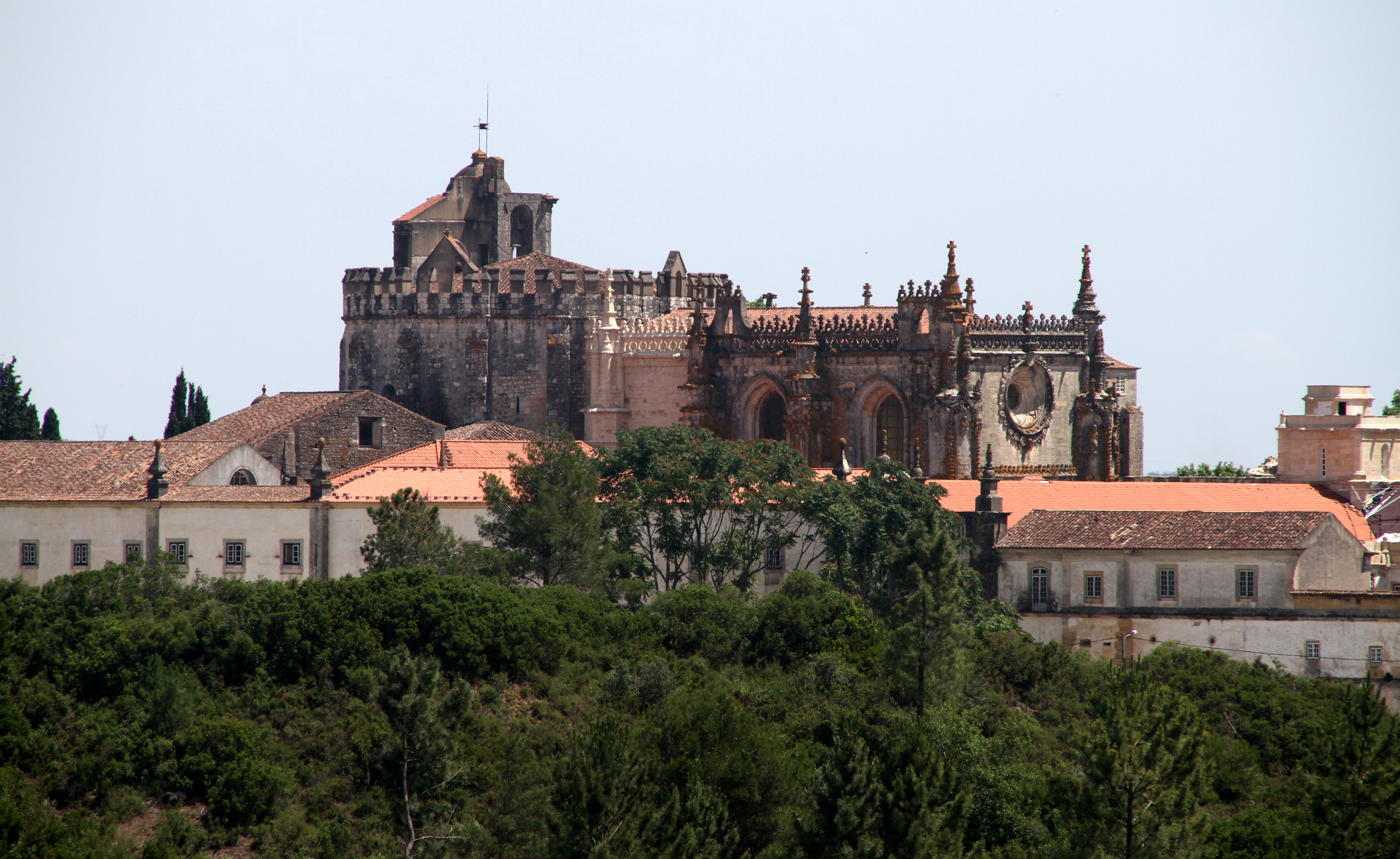
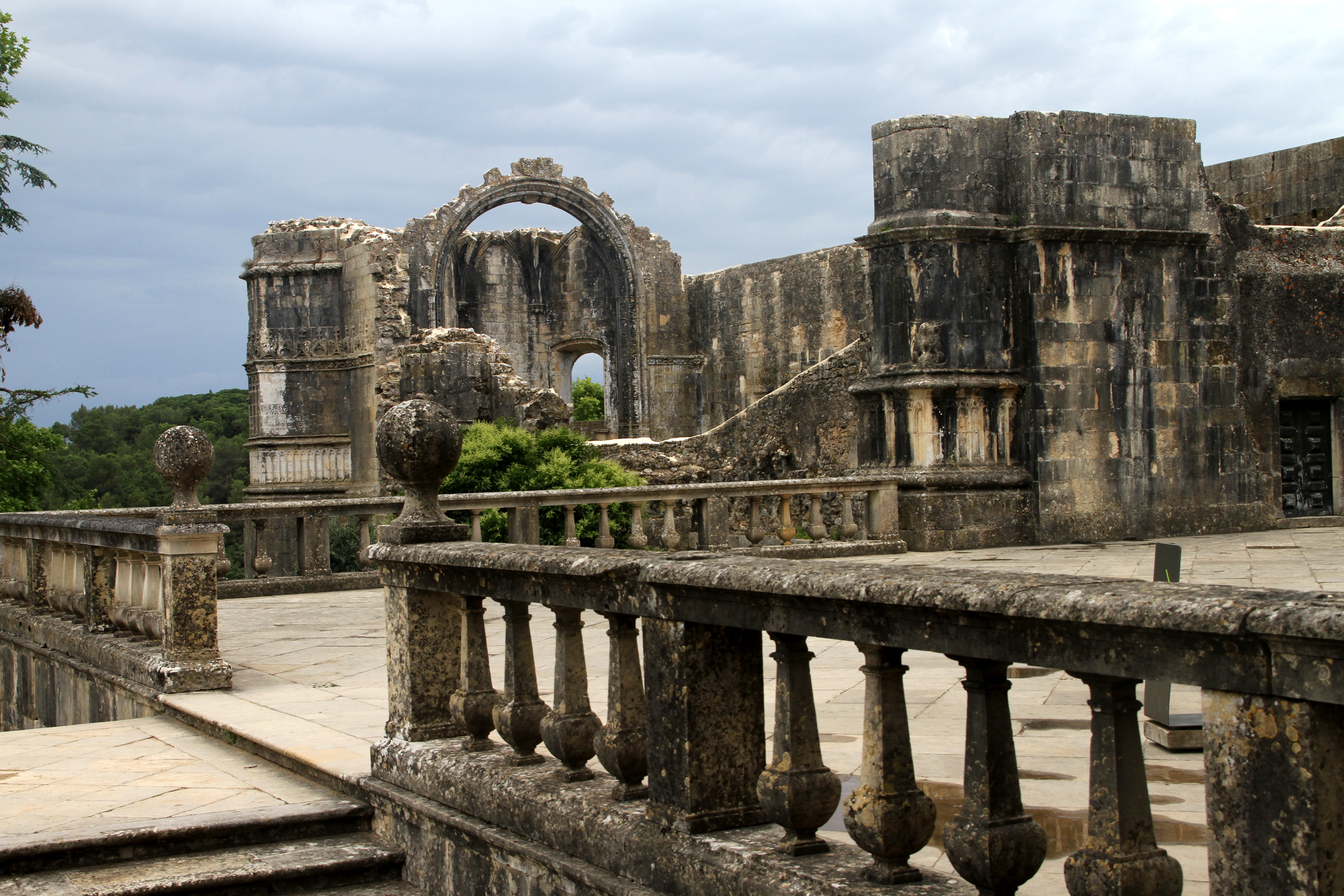
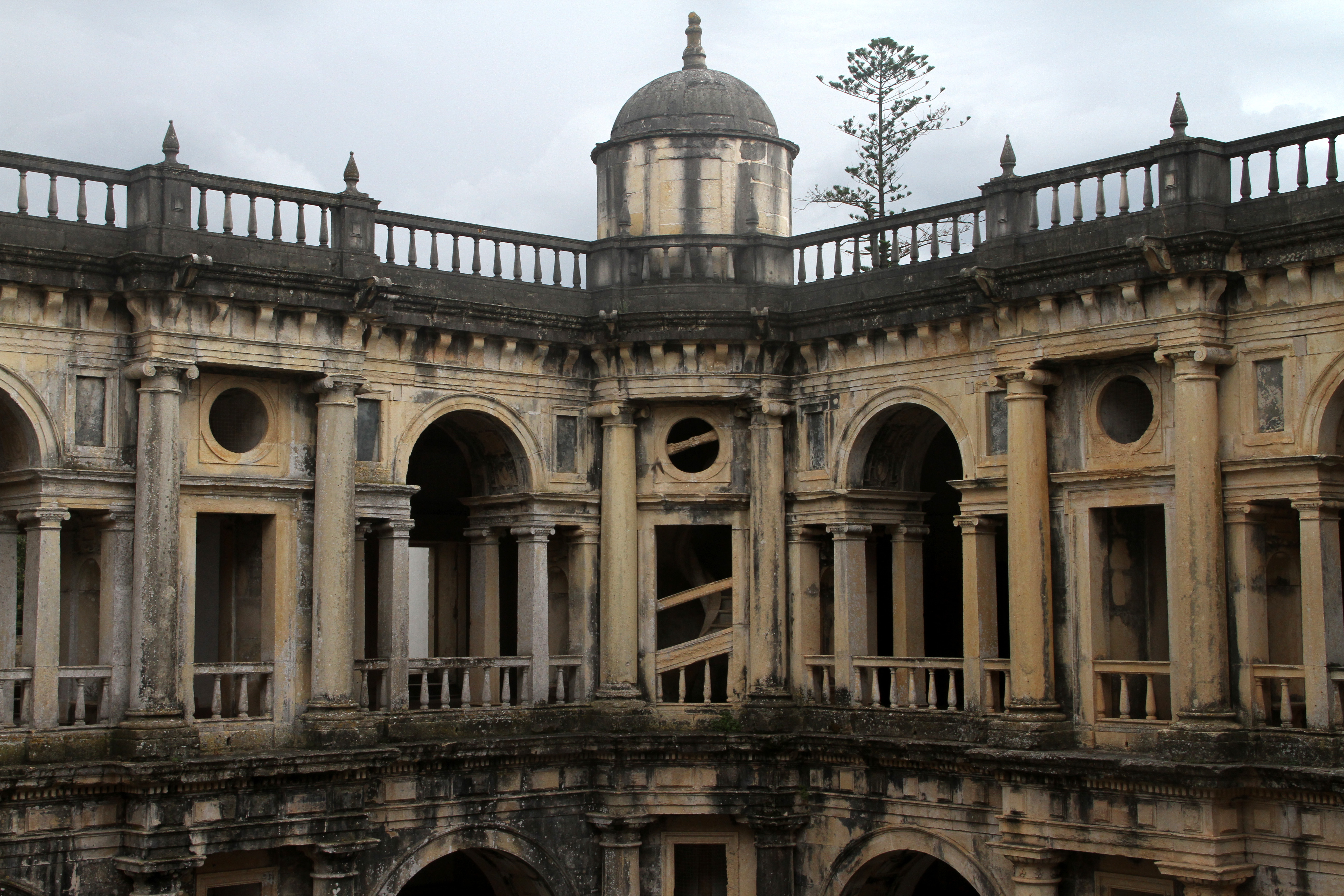
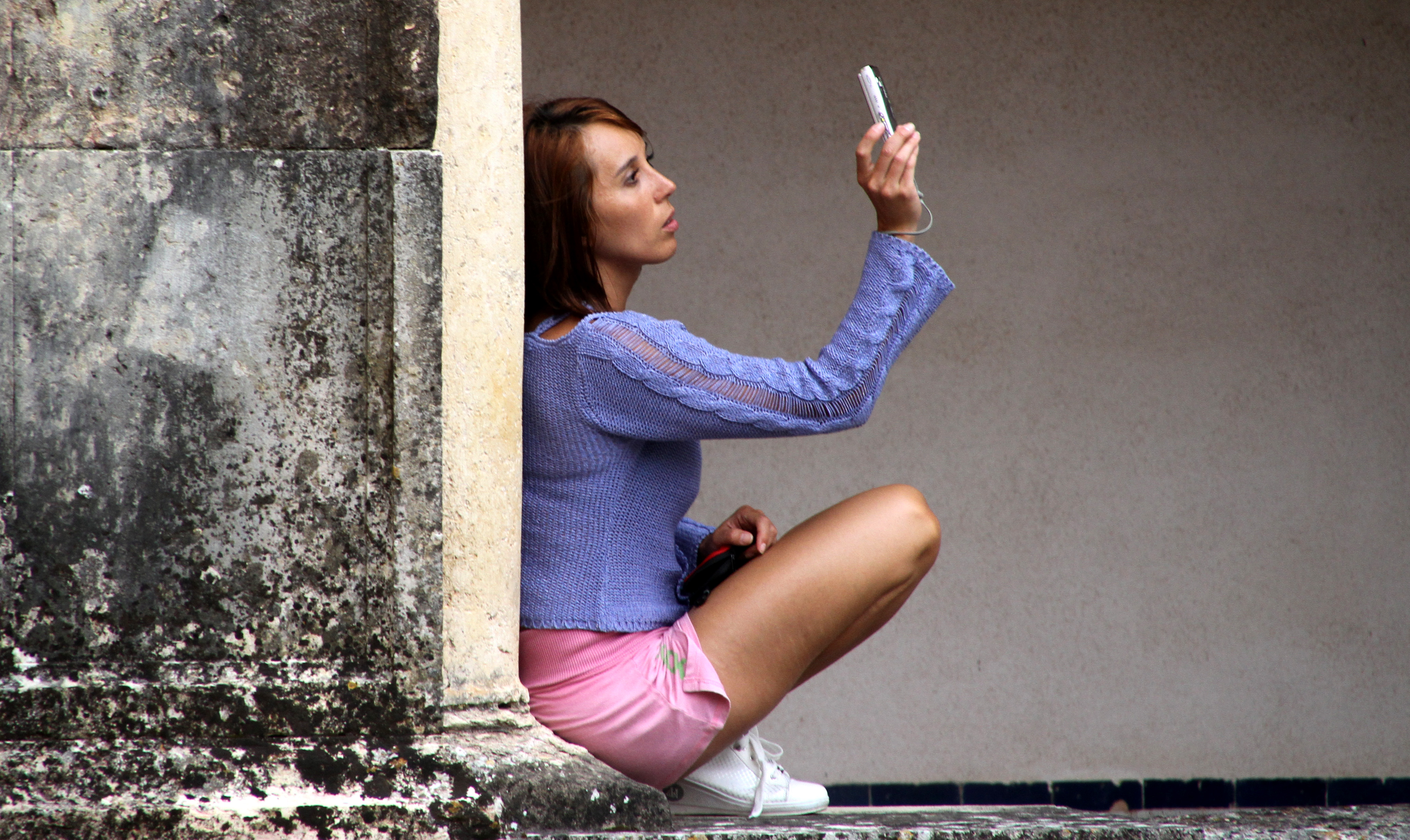
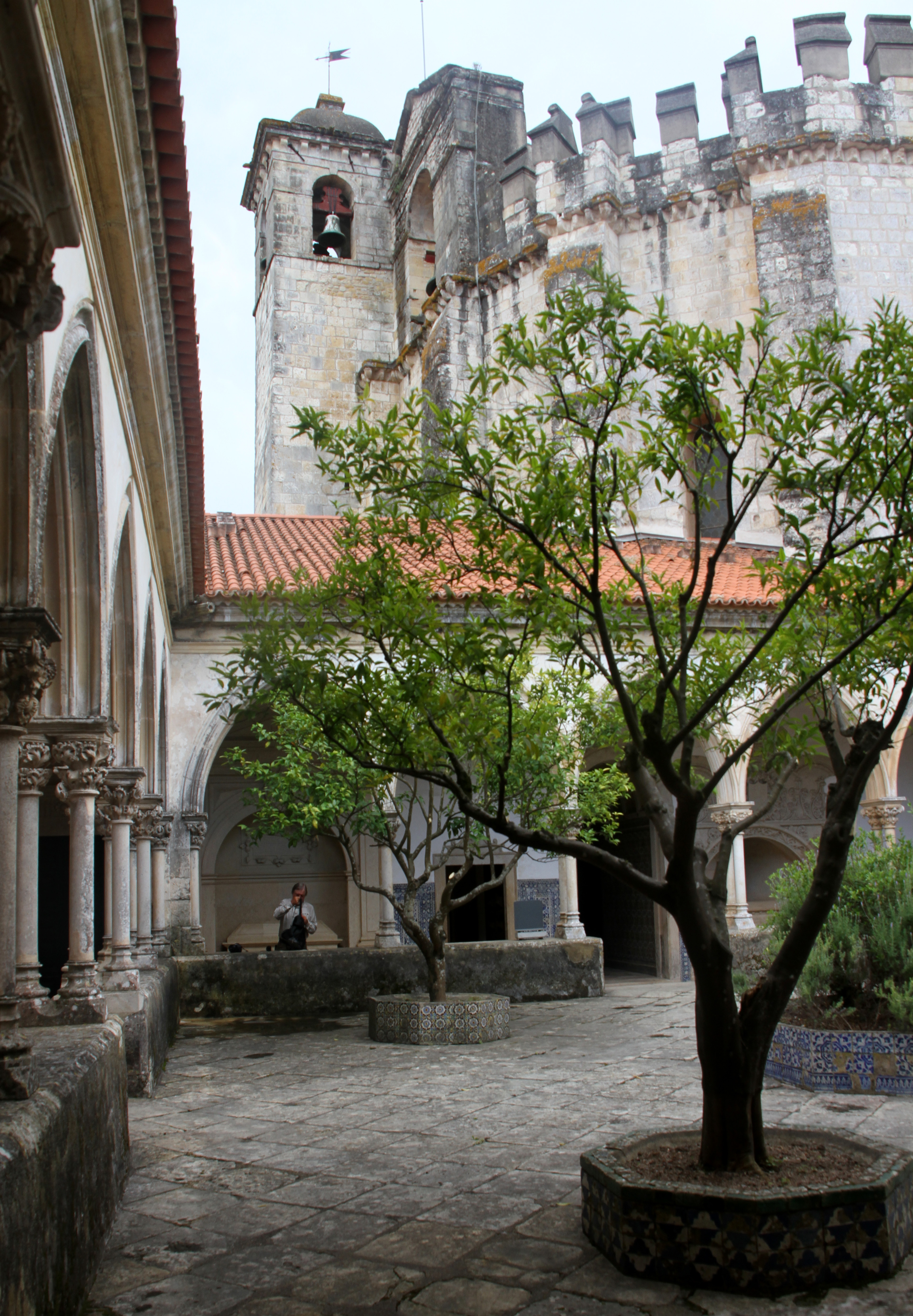
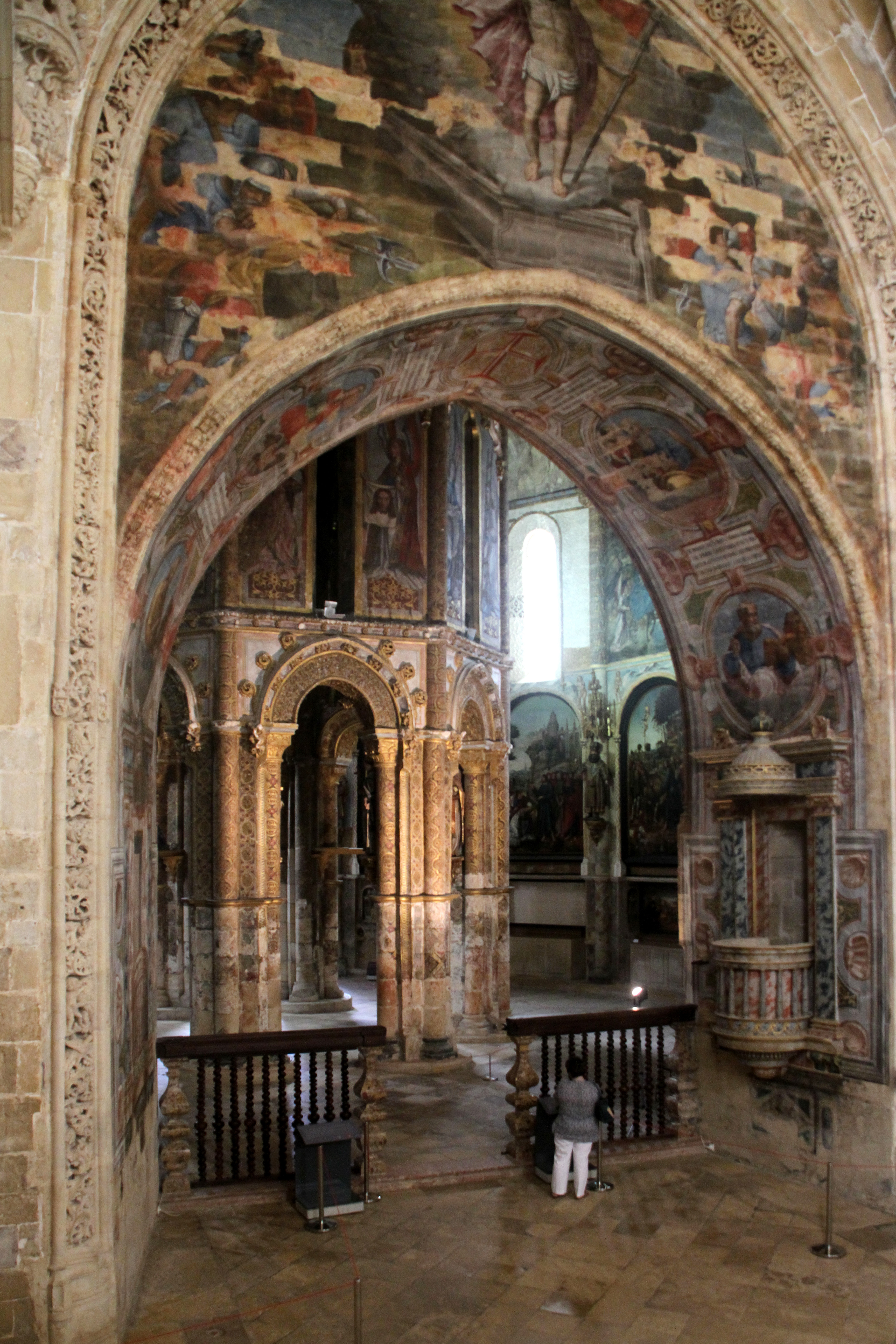
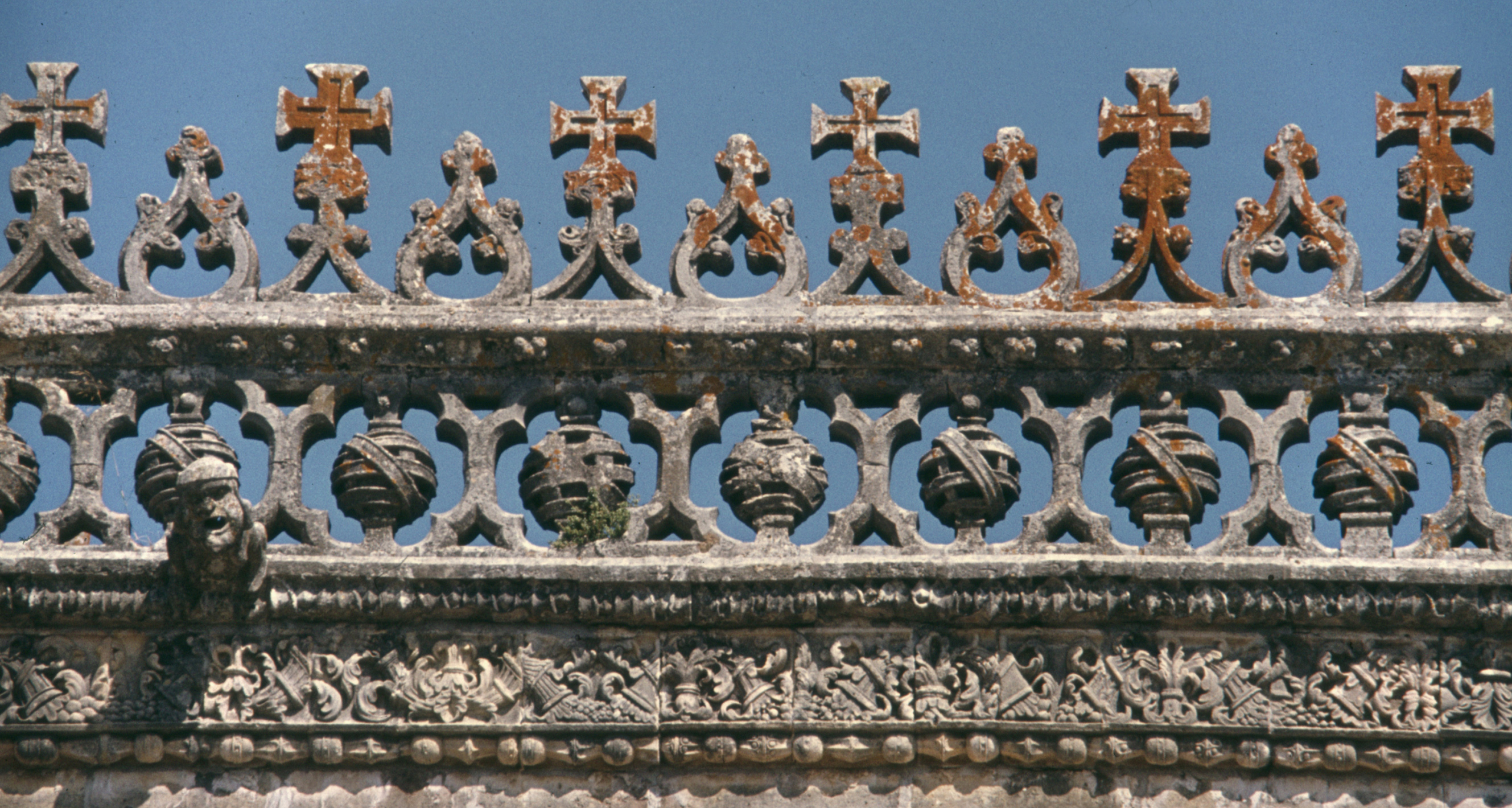
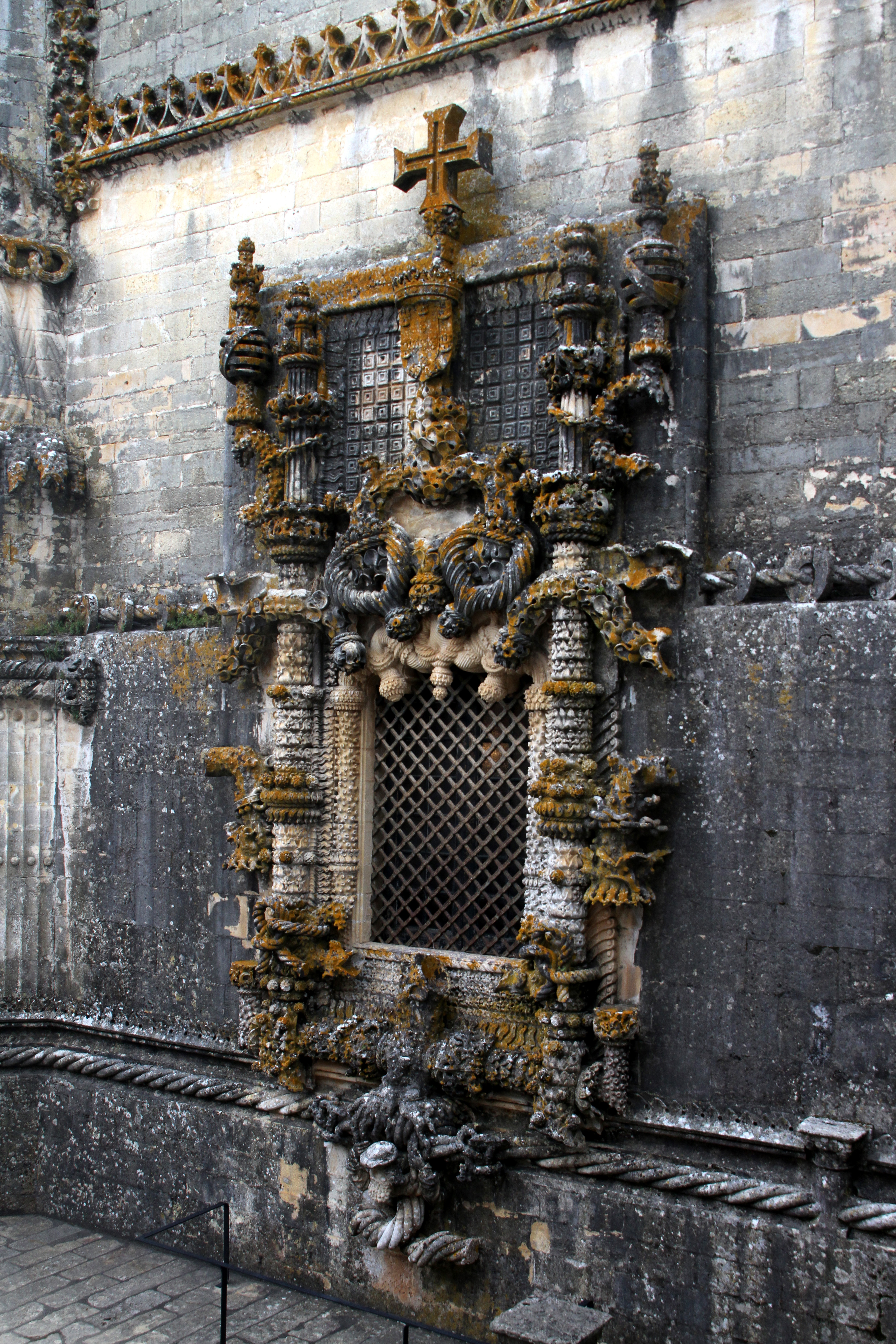

39°36′14″N 8°25′09″W / 39.60389°N 8.41917°W